# 以色列—英國關係
以色列－英國關係是指以色列和英國之間的關係。英國在特拉維夫開設有大使館，並且在埃拉特開設有領事館。英國還在耶路撒冷開設有領事館，處理在耶路撒冷及巴勒斯坦自治區的業務。以色列則在倫敦設有大使館及領事館。2013年，英國和以色列之間的貿易額超過30億美元，有超過300家以色列公司在英國開展業務。

## 外部連結
- UK–Israel Technologies Hub（页面存档备份，存于）
- BBC News - 'Another bump in the road for British-Israeli relations'
- BBC News - 'Daily View: What now for UK-Israel relations?'（页面存档备份，存于）
- Article about the British Ambassador to Israel（页面存档备份，存于）